# فرانسيس ويلارد
فرانسيس ويلارد (بالإنجليزية: Frances Willard)‏ هي سفرجات أمريكية، ولدت في 28 سبتمبر 1839 في تشورتشفيل في الولايات المتحدة، وتوفيت في 18 فبراير 1898 في نيويورك في الولايات المتحدة بسبب إنفلونزا. أصبحت الرئيسة الوطنية للاتحاد النسائي المسيحي للاعتدال في عام 1879، وترأسته حتى وفاتها في عام 1898. بقي تأثيرها لعقود تالية إذ أُجري التعديلان: الثامن العشر (منع الكحول) والتاسع عشر (حق المرأة في الاقتراع) على الدستور الأمريكي. طورت ويلارد شعار الاتحاد «افعل كل شيء» لتشجيع الأعضاء على الانخراط في طيف واسع من الإصلاحات الاجتماعية عبر الضغط، رفع العريضات، الوعظ، النشر، التعليم. نجحت ويلارد عبر حياتها في رفع السن القانونية لممارسة الجنس في عدة ولايات، ونجحت في تمرير إصلاحات من بينها جعل مدة العمل ثمانية ساعات في اليوم. تضمنت رؤاها إصلاحات السجون، وتعليم الاعتدال العلمي، والاشتراكية المسيحية، وتوسيع إطار حقوق المرأة عالميًا.  

## النشأة والتعليم
ولدت ويلارد في عام 1839 في تشرتشفيل قرب روتشستر في نيويورك، والداها جوشيا فلينت ويلارد وماري تومبسون هيل ويلارد، سُميت تيمنًا بالروائية الإنجليزية فرانسيس (فاني) بورني، والشاعرة الأمريكية فرانسيس أوسغود، وأختها إليزابيث كارولين التي توفيت في العام السابق. شقيقاها: الأكبر أوليفر والشقيقة الأصغر ماري. كان والدها مزارعًا وعالمًا طبيعيًا ومشرّعًا وأمها معلمة.
في عام 1841 انتقلت العائلة إلى أوبرلين في أوهايو حيث درس جوشيا ويلارد في كلية أوبرلين لصالح الوزارة، وتلقت ماري هيل ويلارد الدروس. انتقلوا إلى جاينسفيل في ويسكونسين في العام 1846 لأسباب تتعلق بصحة جوشيا ويلارد. وأصبحت العائلة ميثودية بعد أن كانت أبرشانية. التحقت فرانسيس وأختها ماري بمعهد ميلووكي حيث كانت تُدرّس خالتهما.
في عام 1858، انتقلت عائلة ويلارد إلى إيفانستون في إلينوي وأصبح جوشيا ويلارد مصرفيًا. والتحقت فرانسيس وأختها بكلية نورث ويسترن للبنات (لا علاقة لها بجامعة نورث ويسترن). والتحق أخوهما أوليفر بمعهد غاريت التوراتي.

## عملها في التعليم
بعد تخرجها من كلية نورث ويسترن للبنات، عملت ويلارد في مناصب تعليمية مختلفة عبر البلاد. عُيّنت رئيسة لكلية إيفانستون للبنات المُنشأة حديثًا في 1871. عندما أصبحت كلية إيفانستون للبنات باسم جامعة نورث ويسترن للنساء في 1873، سُميت ويلارد عميدًا لها، لكنها استقالت بعد فترة قصيرة عام 1874 إثر تصادمها مع رئيس الجامعة تشارلز هنري فاولر حول إدارتها للكلية. قبل ذلك كانت ويلارد مخطوبة لفاولر وفُسخت تلك الخطوبة.

## النشاط (الاتحاد النسائي المسيحي للاعتدال والمناداة بمنح المرأة حق الاقتراع)
بعد استقالتها، ركزت ويلارد طاقاتها في مهنة جديدة وهي الحركة النسائية للاعتدال. في 1874، شاركت في تأسيس مؤتمر الاتحاد النسائي المسيحي للاعتدال وانتُخبت أول سكرتيرة مراسلات. في عام 1876، أصبحت رئيسة منشورات الاتحاد، وركزت على النشر وبناء جمهور وطني لصحيفة الاتحاد الأسبوعية «لافتة الاتحاد». في عام 1885 انضمت ويلارد إلى إليزابيث بوينتون هاربيرت وماري إلين ويست وفرانسيس كونانت و43 نساء أخريات لتأسيس رابطة الصحافة النسائية في إلينوي.
في 1879، سعت إلى رئاسة الاتحاد وترأسته بالفعل. وبقيت في ذلك المنصب منذ انتخابها وحتى وفاتها. تضمنت جهودها الدؤوبة في الاعتدال جولة تحدث لمدة خمسين يومًا في عام 1874، بمسافة 48 ألف كيلومترًا من السفر سنويًا، ونحو 400 محاضرة سنويًا لمدة عشر سنوات، معظمها بمساعدة من أمينة سرها الشخصية آنا آدمز جوردون.
سعت ويلارد لتوسيع عضوية الاتحاد في الجنوب، وقابلت فارينا ديفيس، زوجة الرئيس السابق للولايات الكونفدرالية، وكانت فارينا أمينة سر الفرع المحلي للرابطة المسيحية للنساء في ممفيس، حاولت ويلارد إقناع لوسي هايز (زوجة الرئيس رذرفورد ب.هايز) بالمساعدة في قضية الاعتدال لكنها فشلت.
دعمت الكاتبة سالي ف. شابين، مناصرة سابقة للكونفدرالية ونشرت رواية داعمة لقضية الاعتدال، ويلارد وكانت صديقة لعائلة ديفيس. في عام 1887، دعت ديفيس ويلارد إلى منزلها لمناقشة مستقبل ابنتها غير المتزوجة ويني ديفيس، لكن كلتا السيدتين رفضتا دعم القضية علنًا، وأحد أسباب ذلك معارضة جيفرسون ديفيس لقرار حظر الكحول. في 1887 أجرت تكساس استفتاءً على القضية وكان أحد أسبابه دعم المدير السابق لمكتب البريد في الكونفدرالية جون ريغين للقوانين المناهضة للكحولية. عندما نشرت الصحف صورة لويلارد تعطي فيها جيفرسون ديفيس زرًا يحمل شعار القضية ليعطيه لزوجته، أعلن جيفرسون ديفيد عن معارضته لنتائج الاستفتاء (باعتباره متضادًا مع الحقوق في الولايات المتحدة) وفشل الاستفتاء. وبقيت فارينا وويلارد متوافقتين على مدى العقد التالي (انتقلت فارينا إلى نيويورك عقب وفاة زوجها وأمضت ويلارد معظم وقتها في العقد المنصرم في الخارج)، ولم يُجر استفتاء آخر حول حظر الكحول إلا بعد مرور عقدين.
أثناء رئاستها للاتحاد النسائي المسيحي للاعتدال، دعت ويلارد إلى منح المرأة حق الاقتراع، استنادًا إلى حركة «حماية البيت» التي وصفتها ويلارد بأن «هدفها التأكد أن كل النساء فوق الحادية والعشرين تستطعن الإدلاء بأصواتهن فيما يتعلق بحماية منازلهن من الدمار الذي يسببه الاتجار القانوني بالمشروبات المُسكرة». يشير مصطلح «دمار» إلى الأفعال العنيفة التي تتعرض لها النساء من قبل الرجال المخمورين، والتي كانت شائعة في البيت وخارجه. وجادلت ويلارد بأنه من السهل أن يفلت الرجال بجرائمهم طالما لا يحق للمرأة الإدلاء بصوتها. تمكنت حجة «حماية البيت» من كسب دعم «المرأة العادية» التي كانت تُحذر من الانسياق لتلك النسوة المناديات بحقهن في الاقتراع من قبل الصحافة التي تبنت النظام الأبوي والسلطات الدينية والمجتمع ككل. أعطت الرغبة في حماية المنزل المرأة العادية سببًا مقبولًا اجتماعيًا لطلب حقها في الاقتراع. أصرت ويلارد على أن تتخلى المرأة عن فكرة أنها الجنس الأضعف وعن تبنيها فكرة أن اعتمادها على الرجل أمر طبيعي. شجعت النساء على الانضمام إلى حركة «السياسة هي مكان المرأة» لتحسين المجتمع. كان هدف ويلارد من مطالبتها بحق الاقتراع هو بناء «المثل الأعلى للأنوثة» التي تسمح للمرأة أن تكون رفيقة الرجل وناصحته بدلًا من كونها ملكًا أو دميةً له.
كانت حجة ويلارد في المطالبة بحق الاقتراع قائمة على تفسيرها النسوي للكتاب المقدس. ادعت أن القوانين الطبيعية والإلهية تدعو إلى المساواة في الأسرة الأمريكية، ومشاركة كلا الزوجين في القيادة. ووسعت هذه الفكرة لتشمل الدولة ودعت إلى مشاركة النساء والرجال جنبًا إلى جنب في التعليم والكنيسة والحكومة، كما «وضع الرب الرجل والمرأة جنبًا إلى جنب في ملكوت قانونه».
اتخذ عمل ويلارد منحى عالميًا في 1883 مع تداول عريضة ضد تجارة المخدرات العالمية.
انضمت إلى ماي رايت سيول في لقاء المجلس العالمي للمرأة في العاصمة واشنطن. أصبحت أول رئيسة للمنظمة في 1888 وبقيت في المنصب حتى 1890. أسست ويلارد الاتحاد النسائي المسيحي العالمي للاعتدال في 1888 وأصبحت رئيسته في عام 1893. تعاونت ويلارد عن كثب مع السيدة إيزابيل سومرسيت، رئيسة جمعية الاعتدال البريطانية، وزارتها عدة مرات في المملكة المتحدة.
بعد عام 1893 تأثرت ويلارد بجمعية فابيان البريطانية وأصبحت اشتراكية مسيحية ملتزمة.

## الوفاة والإرث
توفيت ويلارد أثناء نومها بهدوء في فندق ذا إمباير في نيويورك بعد التقاطها عدوى الإنفلونزا أثناء تحضيرها للإبحار إلى إنكلترا وفرنسا. ودُفنت في مقبرة روزهيل في شيكاغو في إلينوي.
أورثت بيتها في إيفانسون إلى الاتحاد. وافتُتح كمتحف باسم منزل فرانسيس ويلارد عام 1900 وأصبح مقرًا عامًا للاتحاد. في عام 1965 رُفع إلى منزلة معلم تاريخي وطني.
في عام 1911 افتُتحت قاعة ويلارد ودار ضيافة ويلارد في شارع ويكفيلد في أديلايد في جنوب أستراليا من قبل الفرع الأسترالي للاتحاد النسائي المسيحي للاعتدال.

## الجدال حول قضايا الحقوق المدنية
في تسعينيات القرن التاسع عشر، دخلت ويلارد في نزاع مع الصحفية التقدمية الأمريكية من أصل أفريقي إيدا ب. ويلز، كانت ويلز مناهضة للإعدام دون محاكمة قانونية. حين كانت ويلارد وغيرها من مناهضي الكحولية يصورون شرور الكحولية، كانوا يزعمون أن الكحولية تثير الإجرام عند السود، وهذا يستدعي تدخلًا طارئًا لحل المشكلة. ظهر الصدع للمرة الأولى خلال جولة ويلز في بريطانيا في عام 1893، وكانت ويلارد تقوم بجولة وكانت حينها متحدثة إصلاحية ذات شعبية. شككت ويلز في صمت ويلارد إزاء الإعدام دون محاكمة في الولايات المتحدة، واتهمت ويلارد بأنها تذعن للأسطورة العنصرية التي تدعي أن النساء البيض يتعرضن لخطر الاغتصاب بشكل مستمر من الرجال السود المخمورين، بهدف احتفاظ الاتحاد النسائي المسيحي للاعتدال بثمار جهوده في الجنوب. وتحدثت ويلز عن زيارة ويلارد إلى الجنوب حين ألقت اللوم في فشل حركة الاعتدال هناك على سكان المنطقة بقولها: «يتكاثر أصحاب البشرة الملونة كما يتكاثر الجراد في مصر» و«إن متجر الخمر هو مركز القوة.. سلامة النساء والأطفال والبيوت تهددها آلاف الأماكن».
نفت ويلارد الاتهامات الموجهة لها مرارًا وكتبت: «إن موقف مجتمع الاتحاد النسائي المسيحي للاعتدال تجاه بربرية الإعدام دون محاكمة أوضح من أي جمعية أخرى في الولايات المتحدة» وأصرت على أن هدفها الأساسي هو تعزيز قوة النساء وحمايتهن، بمن فيهن من نساء أمريكيات من أصول أفريقية ضمن الاتحاد. في الحقيقة، لم تكن ويلارد ولا الاتحاد قد تحدثن قبل ذلك عن معارضتهن للإعدام دون محاكمة إلا أن الاتحاد سعى إلى استقطاب النساء السود وضمهن إلى عضوية الاتحاد.
بعد ذلك، صرحت ويلارد عن معارضتها للإعدام دون محاكمة، وحثت الاتحاد على تمرير قرار ضده ونجحت في ذلك. لكنها مع هذا استمرت باستخدام الخطاب الذي ادعت ويلز أنه يحرض على الإعدام دون محاكمة.
في كتيباتها «الرعب الجنوبي» و«السجل الأحمر» ربطت ويلز الخطاب الذي يصور النساء البيضاوات كرموز للنقاء لا يمكن للرجال السود مقاومتهن، وتسهيل جرائم الإعدام دون محاكمات.
واعتقدت ويلز أن ويلارد قبلت بالتمييز عبر السماح بحصول ذلك في فروع الاتحاد الجنوبية. فقد احتفظ الاتحاد الوطني الذي كان برئاستها بسياسة «الحقوق في الولايات المتحدة» والتي تسمح للمواثيق الجنوبية أن تكون أكثر تحفظًا من نظيرتها في الشمال بما يتعلق بمسائل العرق ودور المرأة في السياسة.

## المنشورات
- المرأة والاعتدال، أو العمل والعاملون في الاتحاد النسائي المسيحي للاعتدال 1883.
- كيف تفوزين: كتاب للفتيات 1886.
- تسعة عشر عامًا جميلًا، أو لوحات من حياة فتاة 1886.
- لمحات خاطفة من خمسين عامًا: السيرة الذاتية لامرأة أمريكية 1889.
- بلدة تقليدية: قصة إيفانستون 1891.
- خطاب الرئيس السنوي 1891.
- امرأة من القرن 1893.
- عجلة ضمن عجلة: كيف تعلمت قيادة الدراجة 1895.
- افعل كل شيء، كتاب لمرتديات الربطات البيضاء 1895.
- مهن للسيدات 1897.

## وصلات خارجية
- فرانسيس ويلارد على موقع الموسوعة البريطانية (الإنجليزية)